# Servicio Penitenciario de Tucumán
El Servicio Penitenciario de Tucumán es la fuerza de seguridad de la Provincia de Tucumán destinada a la custodia y guarda de procesados y a la ejecución de las sanciones penales privativas de la libertad, de acuerdo a las normas legales y reglamentarias vigentes.
Depende de la Administración Pública provincial y asimismo del Ministerio de Seguridad de Tucumán, y fue creada en 1950 como Dirección Provincial de Cárceles por la Ley N° 2308. Actualmente su funcionamiento se rige por la Ley provincial 4611 y sus diversas modificaciones y reglamentos complementarios.

## Historia
Originalmente los presos eran alojados en el subsuelo del Cabildo de Tucumán, conviviendo con oficinas públicas del gobierno provincial. En 1883 inició la construcción de una nueva penitenciaría, siendo concluida en 1886, donde actualmente se hallan la Legislatura de Tucumán y los edificios de viviendas 25 de mayo, frente a plaza Urquiza. Este reclusorio contaba con cincuenta y un celdas con capacidad para 150 presos, disponiendo de talleres de oficios, enfermería y capellanía.
Con el paso del tiempo, la penitenciaría sufrió problemas de hacinamiento y en 1924 comenzó la construcción de la actual Cárcel de Villa Urquiza, que fue inaugurada en 1927. La vieja penitenciaría fue demolida en 1950, construyéndose en su lugar un conjunto de monoblocks. En 2022 se comenzó a construir nuevas alcaldías en Banda del Río Salí, Las Talitas y dos nuevos complejos penitenciarios en Delfín Gallo y Benjamín Paz, con el propósito de ampliar la infraestructura carcelaria. Los complejos penitenciarios fueron inaugurados en 2024.

## Instituciones de Formación

### Instituto de Enseñanza Superior Penitenciario “Nuestra Señora del Carmen”
Esta institución de educación superior fue inaugurada el 7 de agosto de 2024, encargándose de la formación de nuevos agentes penitenciarios y oficiales, así como la capacitación continua del personal en activo. Se dicta aquí la Tecnicatura en Servicios Penitenciarios y se ubica sobre la calle Chile 2751 de San Miguel de Tucumán.

## Unidades Penitenciarias[8]

### Unidad 1 - Penados
Domicilio: México 1201, San Miguel de Tucumán.
Capacidad: 377.
Teléfono: (+54 381) 4279860

### Unidad 2 - Procesados
Domicilio: México 1201, San Miguel de Tucumán.
Capacidad: 144.
Teléfono: (+54 381) 4279860

### Unidad 3 - Encausados Concepción
Domicilio: General Heredia 1155, Concepción.
Capacidad: 285.
Teléfono: (+54 3865) 421584

### Unidad 4 - Instituto de Rehabilitación Femenino “Santa Esther”
Domicilio: Avenida Santo Cristo 300, Banda del Río Salí.
Capacidad: 40.
Teléfono: (+54 381) 4263232

### Unidad 5 - Jóvenes Adultos
Domicilio: México 1201, San Miguel de Tucumán.
Capacidad: 107.
Teléfono: (+54 381) 4277242

### Unidad 6 - Institutos Penales
Domicilio: México 1201, San Miguel de Tucumán.
Capacidad: 44.
Teléfono: (+54 381) 4277607

### Unidad 9 - Máxima Seguridad
Domicilio: México 1201, San Miguel de Tucumán.
Capacidad: 94.
Teléfono:  (+54 381) 4270251

### Unidad 10 - Detenidos Federales
Domicilio: México 1201, San Miguel de Tucumán.
Capacidad: 192.
Teléfono: (+54 381) 4879646